# Metamulciber ochreolineatus
Metamulciber ochreolineatus är en skalbaggsart som beskrevs av Stefan von Breuning 1947. Metamulciber ochreolineatus ingår i släktet Metamulciber och familjen långhorningar. Inga underarter finns listade i Catalogue of Life.